# Hannus Zoltán
Hannus Zoltán (1967 –) magyar színművész, bábművész.

## Életpályája
1967-ben született. A budapesti Vörösmarty Mihály Gimnáziumban érettségizett. Az Arany János Színház stúdiójában tanult, több független társulattal dolgozott. 1997-től a Stúdió K Színházban szerepelt. 2011-től közreműködött a Vaskakas Bábszínház, a Mesebolt és a Vojtina Bábszínház előadásaiban is. 2013-tól a Budapest Bábszínház tagja. Szinkronizálással is foglalkozik. 2013-2016 között a Színház- és Filmművészeti Egyetem drámainstruktor szakos hallgatója volt.

## Főbb színházi szerepei
- I. Brokát császár - Andersen: A császár új ruhája (rendező: Fodor Tamás)
- Cseljusztnyikov, Krauthammer, Morozov, Jacques Monseigneur - Danilo Kis-Forgách András: A görény dala (rendező: Fodor Tamás)
- Aigeusz, Szkirón - Zalán Tibor: Rettentő görög vitéz (rendező: Fodor Tamás)
- Teknős - Kipling-Gerevich András: A sünteknős (rendező: Németh Ilona)
- A menyasszony bátyja, ikrek és gyilkosok - G. G. Márquez-Forrgách András: A Szűz, a Hulla, a Püspök és a Kések (rendező: Fodor Tamás)
- Prospére, kocsmáros - Arthur Schnitzler: A Zöld Kakadu (rendező: Fodor Tamás)
- Carlo papa, Basilio kandúr - Zalán Tibor: Az aranykulcs (rendező: Fodor Tamás)
- Bill Walker - G. B. Shaw: Barbara őrnagy (rendező: Fodor Tamás)
- Öreg Kakas - Grimm: Brémai muzsikusok (rendező: Fodor Tamás)
- Király - Mosonyi Alíz: Csipkerózsika (rendező: Fodor Tamás)
- Király - Mosonyi Alíz: Diótörő Ferenc és a nagy szalonnaháború (rendező: Fodor Tamás)
- Igor - Tamási Zoltán: Fűrészelés, forgácsok, roncsok (rendező: Tamási Zoltán)
- Cukor - Forgách András: Halni jó! (rendező: Fodor Tamás)
- Galambos István - Zalán Tibor: Halvérfesték (rendező: Fodor Tamás)
- Andris - Mosonyi Alíz: Hamupipőke (rendező: Fodor Tamás)
- Karel Capek: Harc a szalamandrákkal (rendező: Géczi Zoltán)
- Krapek - Józanok csendje (rendező: Mezei Kinga)
- Naphtalini Gombnyissz - Szilágyi Andor: Kelekótya Jonathán (rendező: Fodor Tamás)
- Ingmar Bergman: Konfesszió (rendező: Sólyom András)
- A gróf - Arthur Schnitzler: Körtánc (rendező: Fodor Tamás)
- Camillo - Samuel Beckett: Marcello és Camillo (rendező: Fodor Tamás)
- Znájduch - Hanoch Levin: Nőtlenek és hajadonok (rendező: Cserje Zsuzsa)
- Kar - Gyarmati Kata: Orrocskák (rendező: Czajlik József)
- Danyi Zoltán: Párlat (rendező: Nagypál Gábor)
- Bérenger - Eugene Ionesco: Rinoceritisz (rendező: Vékes Csaba)
- Gáspár - Arany János-Balla Zsófia-Szőke Szabolcs: Rózsa és Ibolya (rendező: Fodor Tamás)
- Zetor Traktor - Tolnai Ottó-Gyarmati Kata: Skalpoljuk meg szegény Józsit! (rendező: Fodor Tamás)
- Svejk - Vörös István: Svejk, a féregirtó (rendező: Fodor Tamás)
- Az Őr, később Szókratész - Sztefan Canev: Szókratész utolsó éjszakája (rendező: Cserje Zsuzsa)
- Dionüszosz, Johannus - Euripidész-Szeredás András: Téboly Thébában (rendező: Fodor Tamás)
- Camier - Samuel Beckett: Tovább, konokul, semerre (rendező: Fodor Tamás)
- Rapszódosz, Kandalló, Horgony, Tuzenbasz - Zalán Tibor: Vakkacsa tojások (rendező: Fodor Tamás)
- Papageno - Mosonyi Alíz: Varázsfuvola-mese (rendező: Fodor Tamás)
- Kalibán - William Shakespeare: Vihar, avagy a bűnbocsánat színjátéka (rendező: Fodor Tamás)
- Bernáth - Békés Pál: Visz-a-víz! (rendező: Fodor Tamás)
- Edward Albee: Zoo story (rendező: Cserje Zsuzsa)
- Kolléga (Doktor úr) - Mrozek: 3 éj (rendező: Czajlik József)
- "befalazva" (rendező: Gergye Krisztián)
- Gimesi Dóra-Veres András: Tíz emelet boldogság (rendező: Kovács Petra Eszter)
- Király, 3. rabló - Jevgenyij Svarc: Hókirálynő (rendező: Fige Attila)
- Hájas Herceg (Kacbeki), Paraszt, Első Vendég, Öregember - Bertolt Brecht-Paul Dessau: A kaukázusi krétakör (rendező: Vidovszky György)
- Hajléktalan, Marmelák - Caryl Churchill: Az iglic (rendező: Tengely Gábor)
- Oidipusz-karantén (rendező: Veres András)
- W. A. Mozart: A varázsfuvola (rendező: Meczner János)
- Gurmun, ír király; Káplán, Jovelin; Arundel hercege[6] - Márton László: Trisztán és Izolda (rendező: Csizmadia Tibor)
- Eposz király - Szabó Borbála-Varró Dániel: Líra és Epika (rendező: Mácsai Pál)
- Vadkan Dönci - Franz Zauleck-Erdős Virág: Hoppá-hoppá! (rendező: Kuthy Ágnes)
- Stahlbaum tanácsos - P. I. Csajkovszkij: Diótörő (rendező: Szőnyi Kató, felújítás: Meczner János)
- Cirkuszigazgató, Krokodil, Tigris - Tersánszky Józsi Jenő: Misi mókus vándorúton (rendező: Kovács Gyula)
- Király - Szálinger Balázs: A csillagszemű juhász (rendező: Markó Róbert)
- Madách Imre: Az ember tragédiája (rendező: Garas Dezső)
- Sarastro - W. A. Mozart: A varázsfuvola (rendező: Meczner János)
- Caliban - William Shakespeare: A vihar (rendező: Szikszai Rémusz)
- Mr. Bobo - Neil Gaiman: Coraline (rendező: Ascher Tamás)
- Jules Verne: 80 nap alatt a Föld körül (rendező: Kuthy Ágnes)
- Grimm testvérek-Márton László: A bátor csikó (rendező: Csizmadia Tibor)

## Filmes és televíziós szerepei
- …a szomszéd tehene (2024) ...Apuka
- Hazatalálsz (2023) ...Uzsorás
- A Király (2022) ...Miniszter elvtárs
- Brigi és Brúnó (2022) ...Árus
- A tanár (2021) ...Dominika apja
- Egynyári kaland (2019) ...Miklós
- Jóban Rosszban (2018, 2021) ...Jakab Sándor
- Munkaügyek (2016) ...Bogár

## Díjai és kitüntetései
- A legjobb férfi színész – V. Alternatív Színházi Szemle (1998)
- A legjobb színészi alakítás – III. Országos Gyermekszínházi Szemle (2005)
- A Magyar Bábművészek Szövetségének Díja – Bábszínházak 12. Országos Találkozója (2014)